# Anii 420
Secole: Secolul al IV-lea - Secolul al V-lea - Secolul al VI-lea
Decenii: Anii 370 Anii 380 Anii 390 Anii 400 Anii 410 - Anii 420 - Anii 430 Anii 440 Anii 450 Anii 460 Anii 470
Ani: 420 | 421 | 422 | 423 | 424 | 425 | 426 | 427 | 428 | 429